# Stars Hollow

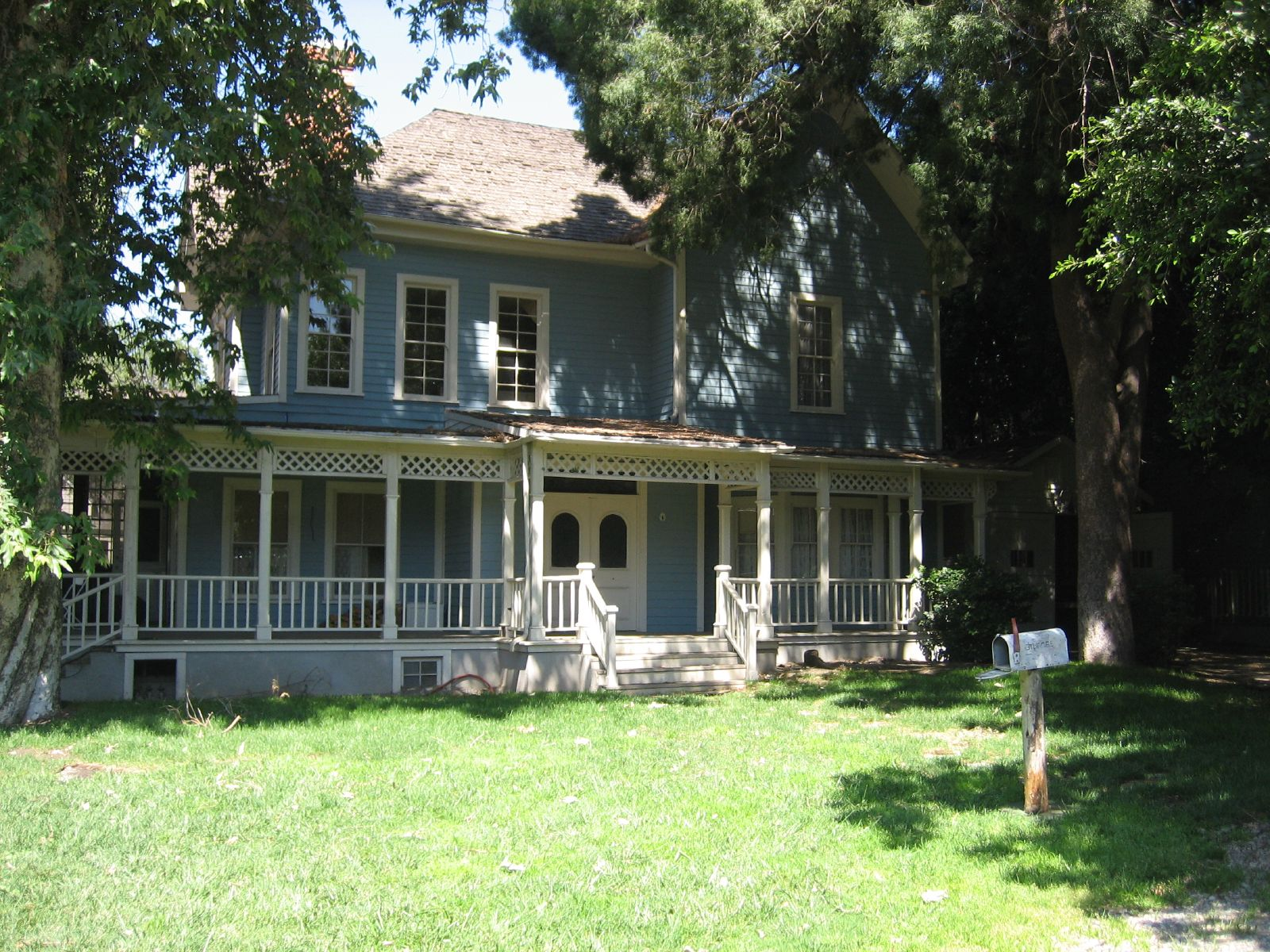
La maison de Lorelai Gilmore à Stars Hollow.

Stars Hollow est une petite ville fictive du Connecticut qui apparaît dans la série télévisée Gilmore Girls. Elle est dépeinte comme une ville dont les personnages plus ou moins excentriques sont très soudés et qui se situe à trente minutes en voiture de Hartford. Elle est vaguement basée sur les villes de Essex, Wallingford et Washington, même si le tournage du premier épisode de la série a eu lieu à Main Street Unionville (en) à Unionville en Ontario.

## Établissements
Il y a une place, dans le centre de la ville, sur laquelle se trouve un gazébo et une statue de Casimir Pulaski.
| Le restaurant de Luke Danes                   | Détenu et géré par Luke Danes qui vit d'ailleurs juste au-dessus, au premier étage, dans l'ancien bureau de son père. Il s'agissait de la quincaillerie de son père avant que Luke ne la transforme en restaurant. Luke a ainsi décidé de garder le signe « Hardware » (« quincaillerie » en anglais) à l'entrée de son restaurant en l'honneur du travail auquel son père a dédié sa vie. Ce restaurant est pratiquement la deuxième maison de Lorelai et Rory Gilmore. |
| L'épicerie de Taylor Doose                    | Détenue et gérée par Taylor Doose, c'est la principale épicerie de Stars Hollow. Dean Forester a travaillé ici. |
| La salle de danse de Miss Patty               | Une salle de danse gérée par Miss Patty qui accueille également les réunions de la ville gérées par Taylor Doose. |
| Le lycée de Stars Hollow                      | Le lycée de la ville dont l'équipe sportive est appelée Minutemen. |
| La boutique d'antiquités de la famille Kim    | Une boutique d'antiquités qui est aussi la maison de Lane Kim et de sa mère, Madame Kim. Leurs quartiers d'habitation se situent au-dessus du magasin. |
| La boulangerie de Weston                      | La boulangerie de la ville appartient à Fran Weston. |
| Al, le roi du pancake                         | Concurrent de Luke, Al est spécialisé dans la cuisine internationale, mais il conserve tout de même l'intitulé « Roi du pancake » malgré le fait que les pancakes n'apparaissent pas sur ses menus. |
| Le garage de Gypsy                            | L'atelier de réparation automobile dont Gypsy est la propriétaire et la chef mécanique. |
| Magasin de musique de Sophie                  | Géré par Sophie Bloom (Carole King). C'est une boutique locale où Lane achète ses fournitures de musique et apprend à jouer de la batterie. |
| La librairie de Stars Hollow                  | Géré par Andrew, c'est là que Rory travaillera une fois pendant les vacances de printemps, étant chargée de la prise d'inventaire. |
| Librairie « Noire, Blanche et Lire » Cinéma   | Une autre librairie locale souvent transformée en petit cinéma lors de certaines soirées, où des films vintage sont diffusés. |
| Église                                        | Une maison commune de culte où des services chrétiens et juifs ont lieu. |
| Boutique de produits de beauté                | C'est là que Shane, l'ex petite-amie de Jess, a travaillé. Kirk travaille également là durant la saison 3. |
| Les Fleurs de Gabby                           | Durant la saison 3, lors de Thanksgiving, Rory et Lorelai achètent à leurs quatre invités des fleurs là-bas. |
| Restaurant de Teriyaki Joe                    | C'est là que Rory va un jour déjeuner avec sa grand-mère, Emily Gilmore, lorsqu'elle lui fait visiter Stars Hollow. |
| La boutique de Faretta                        | Il s'agit d'un barbier. |
| Jojo                                          | Un autre restaurant. Les filles Gilmore disent que la nourriture de Jojo est mauvaise. |
| Le restaurant d’Antonioli                     | La pizzeria que Rory a engagé pour faire « la plus grande pizza du monde » pour l'anniversaire de Lorelai. Kirk travaille là et a eu un accident de fromage où un tiers de son corps a été brûlé. |
| Le Chat Club                                  | Cette boutique vend des cadeaux sur le thème des chats ainsi que des produits pour animaux de compagnie. Kirk achètera là des fournitures pour son chat, et Luke un cadeau pour Rachel. |
| Le restaurant de Kirk                         | Ce restaurant n’apparaît que dans le deuxième épisode de la septième saison. |
| Les fournitures de fête de Stars Hollow       | Un sac de course provenant de ce magasin était porté par Sookie dans le quinzième épisode de la cinquième saison. |
| Le Restaurant qui a Faim                      | Restaurant fréquenté par Lorelai et Rory lorsque Luke quitte la ville quelques jours pour aller pêcher. Cet évènement se passe peu de temps après que Jess ait eu un accident avec la voiture de Rory, cassant le poignet de la jeune femme par la même occasion. |
| La boutique vidéo de Stars Hollow             | Une boutique de vidéo locale qui a installé un « Rideau Rory » après que Rory leur ait demandé de déplacer un film explicite à une plus haute étagère. Kirk travaillait là-bas durant la saison 4. |
| L'auberge de l'Indépendance                   | Un lieu qui invite des fêtes et évènements, dont des mariages. Mia en est la propriétaire et Lorelai le manager. Lorelai et Rory ont vécu dans le hangar de la propriété lorsqu'elles sont arrivées pour la première fois à Stars Hollow. Cette auberge finira par brûler. |
| L'auberge de la Libellule                     | Autrefois un gîte touristique possédé par la famille Weston, le bâtiment sera racheté par Lorelai et Sookie, où Lorelai deviendra le manager exécutif et Sookie la chef cuisinière. Michel, ancien concierge de l'auberge de l'Indépendance et ami de Sookie et Lorelai, deviendra lui aussi manager de l'auberge de la Libellule. |
| Stars Hollow Baby                             | C'est là que Lorelai et Rory achètent des fournitures pour le bébé de Lane dans le saison 7. |
| Le Nettoyeur à sec de Tricky                  | Il nettoie les uniformes de l'équipe de basket du lycée de Stars Hollow dans l'épisode 10 de la saison 2. |
| Le kiosque à journaux de Bootsy               | Un kiosque géré par Bootsy et créé par son père. |
| La bibliothèque de Stars Hollow               | Elle accueille la levée de fonds « Achète-un-livre » où Rory achètera de nombreux articles. Elle y travaillera également deux semaines durant la saison 6. |
| L'arcade de Stars Hollow                      | Vu dans de nombreux épisodes au cours de la série, c'est également un autre établissement où Kirk a travaillé. |
| La maison de retraite de Stars Hollow         | Les fonds récoltés par la levée de fonds « Fais-une-offre-sur-un-panier de Stars Hollow » étaient destinés à cette maison de retraite (on peut voir le signe de l'établissement au début de l'épisode 13 de la saison 2). |
| Boutique de fournitures de bureau             | C'est le lieu où Rory et Lorelai achètent les fournitures scolaires de Rory pour son premier jour au lycée de Chilton, dans la saison 1. |
| La Maison de Harry aux Lumières Scintillantes | Un lieu culte de Stars Hollow pendant 20 ans, avant que Harry, l'Homme aux Lumières Scintillantes, ne prenne sa retraite dans la saison 2. |
| La poste                                      | Kirk y a travaillé, Luke y a signé ses papiers de divorce et Lorelai y a acheté des timbres vintage sur des sitcoms télévisées. |
| La boutique de confiserie de Taylor Doose     | Taylor ouvre ce magasin à côté du restaurant de Luke et ajoute même une vitre entre les deux magasins au cours de la saison 4. |
| Le musée de Stars Hollow                      | Un musée temporaire où Taylor installe des artéfacts sur l'histoire de la ville. Luke et Dean aident à construire ce musée et à installer les artéfacts. |
| La patinoire de hockey                        | Une patinoire où l'équipe de hockey du lycée de Stars Hollow joue. C'est également le lieu où Rory voit pour la première fois Dean avec sa nouvelle petite amie, Lindsey, dans la saison 3. |
| Gazébo                                        | Lorelai et Luke partagent un panier de pique-nique dans la saison 2. C'est là que Dean et Lindsey se marient et que Lorelai et Luke célèbrent leurs fiançailles. À un moment, lorsque Kirk a été attaqué par son chat, il a dormi là. |

Selon Luke, il y a « douze boutiques [à Stars Hollow]… entièrement consacrées à la vente de licornes en porcelaine ».
Il existe d'autres établissements : le Chalet de Nancy, la banque de Stars Hollow, une agence de voyages, une boutique de vêtements vintage, un cabinet d'avocats, une station service, un magasin de tricots que Madame Kim fréquente, une papeterie, une agence immobilière, une pharmacie et une boutique de chaussures.

## Histoire de la ville

### Fondation
Stars Hollow a été fondé en 1779, même s'il existe des légendes contradictoires sur le choix de son nom. Bien que certains habitants doutent de cette théorie, la légende traditionnellement acceptée implique deux amants maudits qui semblaient destinés à ne jamais être ensemble, jusqu'à ce qu'un phénomène cosmologique fasse qu'une étoile les a conduit l'un à l'autre à l'endroit où la ville existe maintenant. Cette légende est célébrée chaque année par le Festival de la Lumière que l'on voit dans le seizième épisode de la première saison (Trois mois déjà) et dans le treizième épisode de la quatrième saison (On ne choisit pas sa famille).
Une autre histoire sur la fondation de Stars Hollow est présentée dans le dix-huitième épisode de la cinquième saison (La mort vous va si bien). Une cassette audio jouée en boucle dans le nouveau musée de Stars Hollow explique que la famille Puritan est la première à avoir découvert cette zone en cherchant un lieu où s'installer. Ils l'ont nommée ainsi car « les étoiles, si brillantes ; cette forêt, si creuse ! » (en anglais, les étoiles se disent stars et creux se dit hollow).

### La Guerre Révolutionnaire
Il y a également eu une « bataille » à Stars Hollow où 12 hommes ont patiemment attendu les Tuniques Rouges qui ne sont jamais venues. Il y a une reconstitution historique annuelle de cette « bataille », que l'on peut voir dans le huitième épisode de la première saison (Amour, guerre et tempête de neige) ainsi que dans le onzième épisode de la cinquième saison (Femme de petite vertu). Cette seconde apparition marque une nouveauté : l'ajout de prostituées qui avaient couché avec le général britannique afin de retarder les troupes.
Sur le gazébo de la place centrale de la ville, il y a la Liberty Bell (ou « cloche de la liberté ») avec une pancarte sur laquelle est écrit :

« The bell at Stars Hollow was cast in 1780 to celebrate the first anniversary of the town. The bell cracked the first time it was rung and weighed 2080 pounds. On June 6, 1944 when Allied forces landed in France, the sound of the bell was broadcast to all parts of the country. »

« La cloche de Stars Hollow a été fondue en 1780 pour célébrer le premier anniversaire de la ville. La cloche s'est fissurée la première fois qu'elle a été sonnée, elle pesait alors 943 kilogrammes. Le 6 juin 1944, quand les forces alliées sont arrivées en France, le son de la cloche a résonné dans tout le pays. »

### Third Street (Troisième Rue)
D'après la Société Historique de Stars Hollow, Third Street est l'un des pires lieux historiques de la ville où emmener ses enfants. Au dix-huitième siècle, cette rue était connue sous le nom « Allée des Plaies et des Furoncles », où les malades et personnes soufrantes venaient de toute la région pour que leurs plaies et furoncles soient soignés. Une petite colonie de personnes atteintes de la lèpre semblerait également avoir vécu là-bas. De nos jours, se trouve sur cette rue l'Auberge de la Libellule de Lorelai, Sookie et Michel.
À travers son histoire, Third Street a également porté d'autres noms, mise à part le susmentionné « Allée des Plaies et des Furoncles », tel que la « Route de la Gendarmerie », le « Renflement Croûté » ou encore le nom indien Nipmuc « Chargogagogmanchogagogcharbunagunggamog ». Cela signifie apparemment « Tu pêches de ton côté du lac, je pêche de mon côté et personne ne pêche au milieu ». Selon Kirk, cela voudrait aussi dire « Buffalo ».

## Les studios de tournage
Le parc de la ville est localisé aux studios de Warner Brothers. Il se situe juste à côté du lieu de tournage de l'hôpital de la série Urgences.
Le parc et son gazébo sont également visibles dans une scène de braquage dans le dernier épisode de la sérié Seinfeld en 1998.
Plusieurs plateaux de tournages de Stars Hollow ont également été utilisés dans The Music Man, Shérif, fais-moi peur et La Famille des collines. L'auberge de la Libellule était également la maison des Walton. Le lycée de la ville était le Tribunal Hazzard County.
Le plateau de tournage a par la suite été utilisé par Warner Bros pour les séries télévisées Supernatural, Terminator : Les Chroniques de Sarah Connor, Pushing Daisies, Les Mystères d'Eastwick et Norbit.
Il a également été utilisé dans la série dramatique Ghost Whisperer après un incendie aux Universal Studios en juin 2008.
En 2011, il a aussi été utilisé pour incarner la ville Smalltown de Walter et Gary dans le film Les Muppets, le retour.
Unionville, la principale rue d'Ontario, a été utilisée pour caractériser une rue de Stars Hollow dans le premier épisode de la série.
Depuis 2010, les plateaux de Gilmore Girls sont utilisés par la chaîne ABC Family pour la série Pretty Little Liars. Le restaurant de Luke est dorénavant utilisé pour le Café de Rosewood.
La ville fictive de Bluebell dans la série Hart of Dixie utilise également le parc de Stars Hollow.
Les plateaux étaient également utilisés en 2012 par la série Go On, lors du sixième épisode de la première saison, dans un rêve du personnage Ryan King.

## Emplacement
Stars Hollow a été inspiré et est vaguement situé sur le village actuel de Washington Depot, dans le Connecticut (situé au centre de la moitié occidentale des États-Unis, à environ 45 minutes de Hartford et New Haven) où la créatrice de la série Amy Sherman-Palladino a une fois voyagé. Sherman-Palladino a dit plus tard : « Bon, je n'y suis jamais allée en hiver, quand il y a de la neige partout et qu'on ne peut aller nulle part, et qu'avec votre mari vous avez envie de vous entre-tuer car vous ne pouvez pas allez voir un film. Mais à l'époque où j'y étais, c'était magnifique, c'était magique, et on sentait une certaine chaleur et la camaraderie des petites villes… J'ai toujours ressentie de la nostalgie, et j'ai pensé : c'est quelque chose que j'aimerais beaucoup reprendre. »
Il y a de nombreux indices donnés au cours de la série quant à sa localisation dans le Connecticut, mais aucune ville ne convient parfaitement. Hartford est supposé être à 30 minutes, New Haven se trouve prétendument à 36,7 km et Woodbridge à 32 km. Il est mentionné également que Stars Hollow ne se trouve pas dans le Comté de Litchfield. Les villes mentionnées comme étant proches de Stars Hollow sont Woodbury, Litchfield, Beacon Falls (généralement dans le centre du sud-ouest de l'État), Groton, Naugatuck et New London (dans le sud-ouest). Cependant, les villes à l'est du Connecticut sont beaucoup plus loins de Woodbridge et Hartford. De plus, dans l'épisode Le tube (saison 6, épisode 17), Lorelai Gilmore dit à ses parents « New London est proche de Stars Hollow contrairement à Preston ». Or, New London et Preston sont tous les deux localisées dans le sud-est du Connecticut, et sont seulement séparés par deux villes, ce qui fait que la déclaration de Lorelai est contradictoire et improbable. Meriden est à 30 minutes d'Hartford, 36,7 km de New Haven et 38,0 km de Woodbridge, mais il s'agit plutôt d'une grande ville et non d'une petite commune tel que Stars Hollow. La ville candidate la plus probable serait donc la ville voisine, Wallingford, qui, comme Stars Hollow, a un gazébo, un espace vert communautaire, des restaurants locaux, le code postal 06492 ainsi qu'une école privée, Choate Rosemary Hall, sur laquelle Chilton est basée. Cependant, il est souvent dit que Chilton se situe à Hartford, et non à Stars Hollow.
Dans les notes de la bande audio de la série, Music from Gilmore Girls (en), on peut voir une carte postale envoyée par Lane de la Corée du Sud qui est adressée à Rory et qui porte l'adresse 37 Maple Street, à Stars Hollow. Le code ZIP est montré comme étant 06492, le même que Wallingford. Cette ville n'a pas de rue portant le nom Maple Street, mais elle a bien une avenue Maple Avenue.
Washington Depot, le village dont Amy Sherman-Palladino s'est inspirée pour créer Stars Hollow, organise également des réunions qui réunissent les habitants de la ville pour voter les décisions, et a été fondé en 1779. Les maisons et bâtiments de la ville correspondent également au style de ceux de Stars Hollow et de l'archétype de la ville de Nouvelle-Angleterre. En résumé, de nombreuses petites villes du Connecticut ont des parcs communautaires, des gazébos ou des petites boutiques qui donnent une impression à ses visiteurs d'être à Stars Hollow.
Rory commence ses études à Chilton au début de la série. Chilton est un lycée privée qui semble être localisé à Hartford (dans l'épisode 5 de la saison 2, Lane mentionne un disquaire nommé Record Breaker Inc. au 2453 Berlin Turnpike, « à dix minutes de ton école », ce qui la situe environ à Newington, toujours dans le Connecticut). Stars Hollow se situe aussi sur la route du bus Connecticut Transit, puisque Rory utilise ce bus pour aller au lycée. Cependant, il n'y a pas de route que le Connecticut Transit prend qui mènerait Rory directement à Hartford au vu du temps que cela prend.
Greg Morago, journaliste du Hartford Courant, écrit : « Contrairement au Hartford représenté dans Amy, le Stars Hollow de Gilmore Girls sonne vrai. Les boutiques d'antiquité de la ville, les petites entreprises, les écoles, le gouvernement et les infrastructures en font partie. Mais, là où Sherman-Palladino a vraiment excellé, c'est au niveau des personnages haut en couleur du Connecticut qu'elle a créés. Les habitants de Stars Hollow, de la mouche du coche de la ville au troubadour, sont familiers à tout Nutmegger (en) (surnom donné aux habitants du Connecticut) qui s'est déjà rendu à une réunion de sa ville. »
Durant le second épisode de la première saison, quand Rory est en route pour son premier jour à Chilton, elle et sa mère passent devant Gelston House (localisé à East Haddam), un restauranat qui se trouve à côté du Goodspeed Opera House (en) et de l'East Haddam Swing Bridge.
Dans la sixième saison, Richard et Emily offrent à Luke et Lorelai une maison à Beacon Falls, tout juste à la frontière de Stars Hollow et sur la route du restaurant de Luke et de l'auberge de le Libellule. Dans la même saison, la fille de Luke, April, roule régulièrement à vélo jusqu'au restaurant de Luke depuis Woodbridge. Durant la septième saison, quand la Jeep de Lorelei tombe en panne, il est mentionné qu'elle se trouve à une distance de marche raisonnable de Naugatuck. Plus tard, Luke emmène Lorelai faire du shopping chez un revendeur qui se situe à Watertown. Taylor Doose mentionne que Woodbridge est de l'autre côté des voies ferrées quand un train chargé de cornichons répand une odeur désagréable. Il lui arrive également de parler de Woodbridge comme étant la ville « sœur » de Stars Hollow. Cette localisation entre Beacon Falls, Naugatuck et Woodbridge placerait Stars Hollow au sud-ouest de la ville de Bethany, bien que cela serait plus proche de New Haven et plus loin de Hartford.